# Bulat Okudzjava

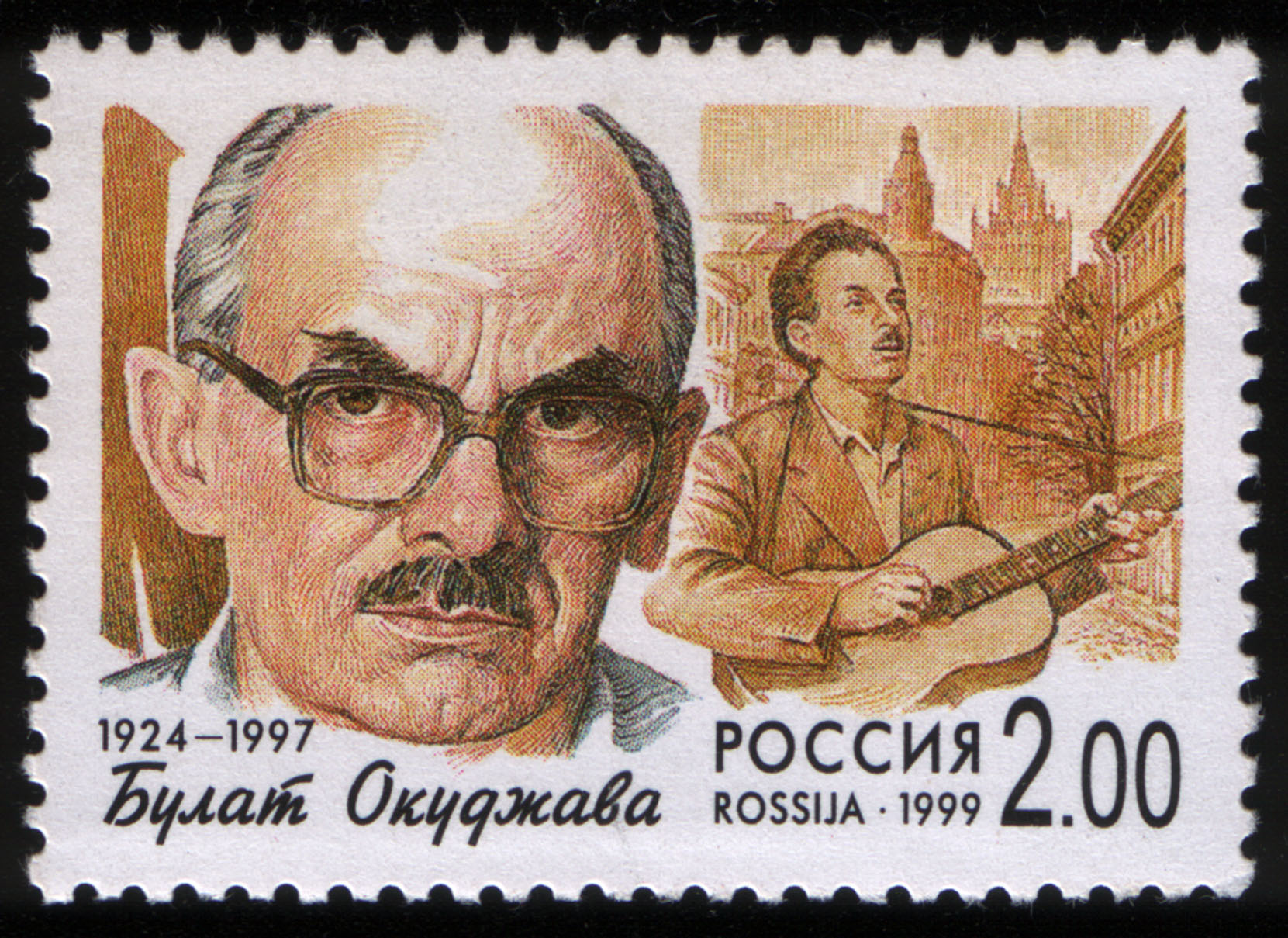
Rysslands frimärke, Bulat Okudzjava, 1999 (Michel № 760, Scott № 6546)

Bulat Sjalvovitj Okudzjava (georgiska: ბულატ ოკუჯავა, Bulat Okudzjava; ryska: Була́т Ша́лвович Окуджа́ва, Bulat Sjalvovitj Okudzjava; armeniska: Բուլատ Օկուջավա), född 9 maj 1924 i Moskva, död 12 juni 1997 i Paris var en sovjetisk författare, poet samt pionjär inom den ryska trubadurkonsten. Han föddes i Moskva, som son till en georgisk far och armenisk mor.

## Hans liv
Okudzjava tog examen 1950 på universitetet i Tbilisi, Georgien. Han hade läst filosofi och började som lärare i ryska och litteratur. I kombination med detta skrev han även poesi. Hans dikter var till en början inte kritiska utan beskrev andra ämnen, men han utvecklade en tilltagande dragning mot sociala och politiska frågor och, inte minst för honom själv, starkt känslomässiga. Hans georgiske far som hade en hög position inom det ryska kommunistpartiet, arresterades under Stalins stora utrensning och avrättades anklagad för att vara en tysk spion. Hans armeniska mor satt 18 år i gulags arbetsläger (1937-1955). Under dessa år bodde Bulat hos släktingar. 
1941, när han var 17 år gammal, ställde han upp som frivillig till röda armén som infanterist. Denna erfarenhet tillsammans med hans upplevelser ifrån regeringens förföljelser var därefter hans främsta influenser i hans musik och poesi, särskilt i hans tidiga verk. Eftersom sådan konst var förbjuden i Sovjetunionen under denna tid riskerade Okudzjava ständigt förföljelser. 
Okudzjava påbörjade en ny “trubadurrörelse” när han bestämde sig för att tonsätta sina egna dikter. Trots att han bara kunde några få ackord och inte var någon kompositör blev hans sånger älskade av hans vänner och snart inspelade. De spred sig över landet där andra unga tog upp sina gitarrer och började sjunga dem.

## Utmärkelser
1994 tilldelades Okudzjava det prestigefyllda ryska Bookerpriset för sin litteratur.
Asteroiden 3149 Okudzhava är uppkallad efter honom.

## Citat
| ”                 | Kompositörerna hatade mig. Sångarna avskydde mig. Gitarristerna var livrädda för mig. | „ |
| – Bulat Okudzjava |                                                                                       |   |

## Biografi
- Rasmusson, Ludvig (1984). Sjungande poeter : om vår tids trubadurer. Stockholm: AWE/Geber. sid. 211-214. Libris 7219587. ISBN 9120069235